# 西佛兰德省
西佛兰德省（荷蘭語：Provincie West-Vlaanderen，荷蘭語發音：[ˌʋɛst ˈflaːndərə(n)] ⓘ，法語發音：[flɑ̃dʁ ɔksidɑ̃tal]，德語發音：[ˈvɛstˌflandɐn] ⓘ），比利時弗拉芒大區西部省份，省会布鲁日，面積3144平方公里，人口1195796（2019年）。该省通行荷蘭語，是弗拉芒社群的一部分；省内部分市镇属于语言便利市镇，为法语使用者提供语言便利。西佛蘭德省為比利時境內唯一臨海省。

## 行政區劃
西佛兰德省下分八个区：布魯日區、迪克斯迈德区、科特赖克区、奥斯坦德区、鲁瑟拉勒区、蒂爾特區、弗尔讷区和伊珀爾區，共辖有64个市镇。